# Pipra
A Pipra a madarak osztályának verébalakúak (Passeriformes) rendjébe és a piprafélék (Pipridae) családjába tartozó nem. A családnak névadó neme.

## Rendszerezésük
A nemet Carl von Linné svéd természettudós írta 1764-ben, jelenleg az alábbi 3 tartozik ide:
- fátyolos pipra (Pipra filicauda)
- Pipra aureola
- Pipra fasciicauda

## Előfordulásuk
Dél-Amerika területén honosak. Természetes élőhelyeik a szubtrópusi és trópusi erdők. Állandó, nem vonuló fajok.

## Megjelenésük
Átlagos testhosszuk 11 centiméter körüli.

## Életmódjuk
Kisebb gyümölcsökkel, rovarokkal és pókokkal táplálkoznak.